# Maltóz
A maltóz (más néven maltobióz vagy malátacukor) két glükózrészből álló diszacharid, benne a két glükózmolekula α(1→4) glikozidos kötéssel kapcsolódik egymáshoz. A kötést az egyik glükózegység 4-es és a másik glükózegység glikozidos hidroxilcsoportja alkotja. Egy harmadik glükózrész kapcsolódásával  maltotrióz jön létre; további lánchosszabbodással  dextrinek  (maltodextrin) és végül keményítő jön létre. A természetben szabad állapotban olyan növényi részekben található meg, ahol a keményítő hidrolízise folyik, például burgonyacsíra, gabonafélék csírája, levelek.
A maltóz hidrolízissel két glükózmolekulára bomlik. Az élő szervezetekben ezt a maltáz enzim végzi. Laboratóriumi körülmények között erős savval hevítve szintén hidrolízis megy végbe.
A gabonák – például árpa – csíráztatása során létrejövő maltóz fontos lépés a sörfőzés folyamatában.
A malátagyártás során az árpában az amiláz enzim koncentrációját maximalizálják.
A fermentáció során a maltózt élesztőgombák etanollá és szén-dioxiddá metabolizálják. 
Fehér színű, kristályos vegyület. Édes ízű. Redukáló diszacharid, mutarotál. Vízben nagyon jól oldódik.

## Felfedezése
A maltózt az ír származású Cornelius O'Sullivan fedezte fel 1872-ben. Nevét a maláta angol neve után (malt) kapta az „-óz” képzővel, mellyel a cukrok és más szénhidrátok nevét formáljuk.

## Tulajdonságok
- A maltóz – szabad aldehidcsoportja révén – redukálja a Fehling-reagenst, így az aldehidcsoport oxidációja miatt Fehling-próbája pozitív.
- A maltóz vizes oldatban – anomer szénatomja miatt – mutarotál, vagyis α és β izomerjei egymásba alakulhatnak. Oldatában egyensúly áll be az α és β forma között.
- Édes ízű.
- Lu és Sharkey 2006-ban arról számolt be, hogy a kloroplasztiszból éjszaka kikerülő fő szénvegyület a maltóz.[5]

## Egyebek
A maltóz gyártása általában keményítő hidrolízisével történik. A keményítőt α(1→4) és α(1→6) kapcsolódású glükózegységek alkotják. A jelölés azt jelenti, hogy az 1-es számú szénatom a másik glükózmolekula 4-es vagy 6-os számú szénatomjához kapcsolódik glikozidos kötéssel. Az 1→4 kapcsolódású keményítő részt amilóznak nevezzük, ez egy egyenes polimer. Az 1→4 és 1→6 kapcsolódású rész az amilopektin, mely elágazó láncú polimer, az elágazási pontok az 1→6 kötésű egységek.
A hidrolízis ezen fajtáját az amiláz nevű enzim katalizálja. Két csoportra osztjuk őket: α-amilázok és β-amilázok.
A β-amilázok megtalálhatóak növényekben, édes burgonyában, szójababban, árpában, búzában és a baktériumokban is. Ezek az amilázok β-maltózokat és β-limit dextrineket termelnek, mivel az enzim nem tudja hidrolizálni az elágazó α(1→6) kötéseket.
Az emberben a maltózt a maltáz enzim bontja le, így a két glükózmolekula a glükóz bomlása során termel energiát a szervezetnek.
Az élelmiszeriparban édesítőszerként és adalékanyagként használják.

## Külső hivatkozások
- Detailed Views of Maltose Binding Protein
- Elmhurst College Virtual Chembook